# Prince Ampem
Prince Ampem, né le 13 avril 1998 à Sunyani au Ghana, est un footballeur ghanéen. Il joue au poste d'ailier gauche à Eyüpspor.

## Biographie

### Débuts professionnels
Né à Sunyani au Ghana, Prince Ampem est formé par le club local de WAFA (en). En février 2018, il rejoint le HNK Šibenik en prêt. Le club évolue alors en deuxième division. Il parvient à monter en première division avec ce club.
Le 18 septembre 2020, il se met en évidence en marquant ses deux premiers buts en première division, lors de la réception du Lokomotiva Zagreb, permettant à son équipe d'arracher la victoire (3-2).

### HNK Rijeka
Le 10 juin 2021, Prince Ampem rejoint un autre club croate, le HNK Rijeka. Il signe un contrat de trois ans plus une année en option. Il joue son premier match sous ses nouvelles couleurs face au HNK Gorica, à l'occasion de la première journée de la saison 2021-2022, le 17 juillet 2021. Il est titularisé lors de cette rencontre remportée par son équipe (2-0 score final). Avec cette équipe il découvre la coupe d'Europe, jouant son premier match face au Gżira United FC le 22 juillet 2021, lors d'une rencontre qualificative pour la Ligue Europa Conférence 2021-2022. Titulaire, il se fait remarquer en inscrivant sous premier but dans la compétition et pour son nouveau club, participant à la victoire de son équipe (0-2 score final).

### Eyüpspor
Le 19 juillet 2023, Prince Ampem rejoint l'Eyüpspor, club de deuxième division turque.